# TAM Pantanal
A Pantanal Linhas Aéreas foi uma empresa aérea brasileira, com sede na cidade de São Paulo. Em 21 de dezembro de 2009 a TAM Linhas Aéreas (atual LATAM Airlines) compra 100% das operações da Pantanal por 13 milhões de reais. Em 23 de agosto de 2013 a TAM concluiu o processo de incorporação da Pantanal Linhas Aéreas. Com isso, a companhia aérea regional deixou de existir e todas as suas operações passaram a ser realizadas pela TAM.

## Histórico

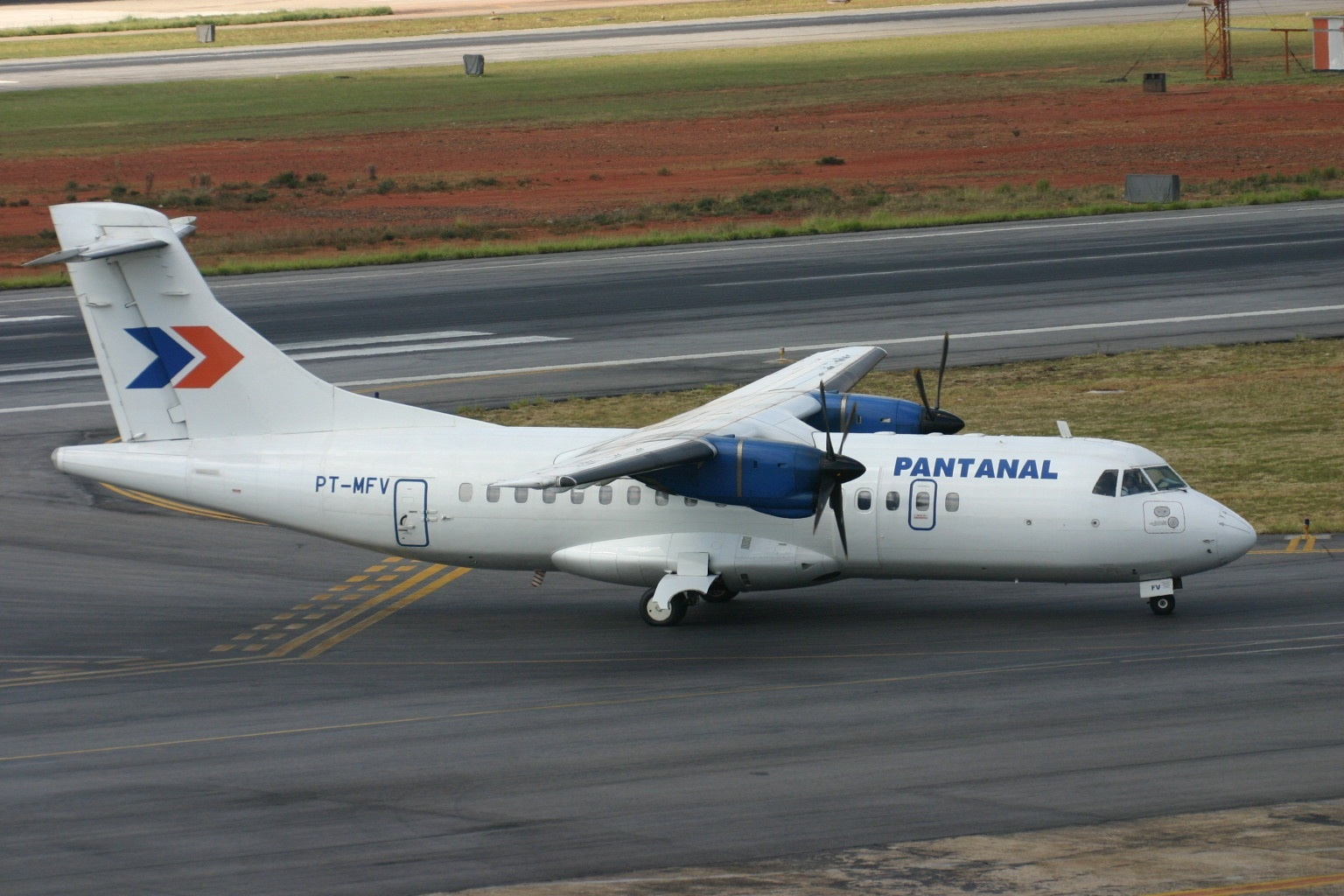
ATR 42 da Pantanal Linhas Aéreas.

A então Pantanal Linhas Aéreas Sulmatogrossenses foi fundada em 23 de maio de 1993 em Mato Grosso do Sul para operar comercialmente serviços regulares de linhas aéreas de passageiros em todo o território brasileiro. Anos depois sua sede foi transferida para São Paulo, passando a se chamar apenas Pantanal Linhas Aéreas, sendo a primeira empresa aérea regional do Brasil a implantar o web check-in.[carece de fontes?]
No começo do ano de 2009, em meio a uma crise financeira, entrou com pedido de recuperação judicial junto a Justiça de São Paulo. E em dezembro do mesmo ano foi anunciada sua aquisição pela TAM Linhas Aéreas por 13 milhões. Em 2013, após a incorporação com a TAM, a empresa deixou de ter aeronaves arrendadas pela LATAM Airlines.